# 슈프링어
슈프링어 또는 슈프링어 페를라그(독일어: Springer-Verlag)는 과학, 기술 및 인문학 분야를 다루는 독일의 출판사이다.
1842년 베를린에서 처음 설립되었으며, 1990년대 이후 합병 및 벤처 캐피털 등에 의한 매각을 거쳐 2015년 슈프링어 네이처(Springer Nature) 그룹의 일부가 되었다.

## 역사
1842년에 베를린에서 율리우스 슈프링어가 슈프링어 출판(Springer-Verlag)을 설립했으며, 그의 아들 페르디난트 슈프링어(Ferdinand Springer)가 이어받아 1872년 무렵에는 60명 이상의 직원을 둔 독일에서 두 번째로 큰 학술 출판사가 되었다. 1964년에는 미국 뉴욕에 지사를 열었으며 곧 도쿄, 파리, 밀라노, 홍콩, 델리에도 지사를 열었다.
1996년에는 전자책과 전자 저널 서비스를 시작했다.
1999년 미디어 및 엔터테인먼트 회사인 베르텔스만이 슈프링어 출판의 과반수 지분을 인수한 후 학술 출판 회사인 베르텔스만 출판이 설립되었다. 2003년에 영국 투자 회사 신벤(Cinven)과 캔도버(Candover)는 다시 베르텔스만 그룹에서 베르텔스만 출판을 인수했으며, 2004년에는 네덜란드의 클루베르 학술 출판(Kluwer Academic Publishers)을 합병하여 슈프링어 사이언스+비즈니스 미디어(Springer Science+Business Media)를 설립했다.
슈프링어는 2006년에 후마나(Humana Press)를 인수했으며, 2008년 10월에는 공개 접근출판사인 바이오메드 센트럴을 인수했다.
2010년 2월에 신벤과 캔도버는 사모펀드 EQT와 싱가포르투자청(GIC)에 슈프링어 출판을 매각했다.
2011년 슈프렁어 출판은 볼터스 클루베르(Wolters Kluwer)로부터 제약 마케팅 및 출판 서비스(MPS)를 인수했다.
2013년 런던에 기반을 둔 사모펀드 BC 파트너스는 EQT와 싱가포르투자청으로부터 슈프링어 출판의 지분 대다수를 44억 달러에 인수했다.
2015년 1월 홀츠브링크(Holtzbrinck) 출판 / 네이처 출판 그룹과 슈프링어 사이언스+비즈니스 미디어는 합병을 발표했으며, 2015년 5월에 새로운 합작 회사인 슈프링어 네이처(Springer Nature)를 설립했다.

## 공개 접근
슈프링어는 공개 접근 학술 출판 협회(Open Access Scholarly Publishers Association)의 회원이다. 슈프링어의 일부 저널에서는 저자에게 저작권 양도를 요구하지 않으며, 논문이 공개 접근 라이선스 또는 다른 제한된 라이선스에 따르는지의 여부를 결정할 수 있다.